# Aleksandr Tsjertoganov
Aleksandr Tsjertoganov (Azerbeidzjaans: Aleksandr Çertoqanov; Oekraïens: Олександр Чертоганов; Oleksandr Tsjertoganov) (Dnipro (Oekraïne), 8 februari 1980) is een Azerbeidzjaans profvoetballer.
Tsjertoganov speelt op het middenveld. Op zijn 19e begon zijn professionele voetbalcarrière. In 2005 werd hij Azerbeidzjaans staatsburger. Hij speelde van 2011 tot 2013 voor Qäbälä PFK. Ook maakte hij deel uit van het Azerbeidzjaans elftal.

## Erelijst
- Inter Bakoe PIK
  - Landskampioen: 2010
- FK Bakoe
  - Bekerwinnaar: 2005